# Exposition nationale suisse de 1939
 (avril 2017).
 (mai 2018).
Le contenu est difficilement compréhensible vu les erreurs de traduction, qui sont peut-être dues à l'utilisation d'un logiciel de traduction automatique.

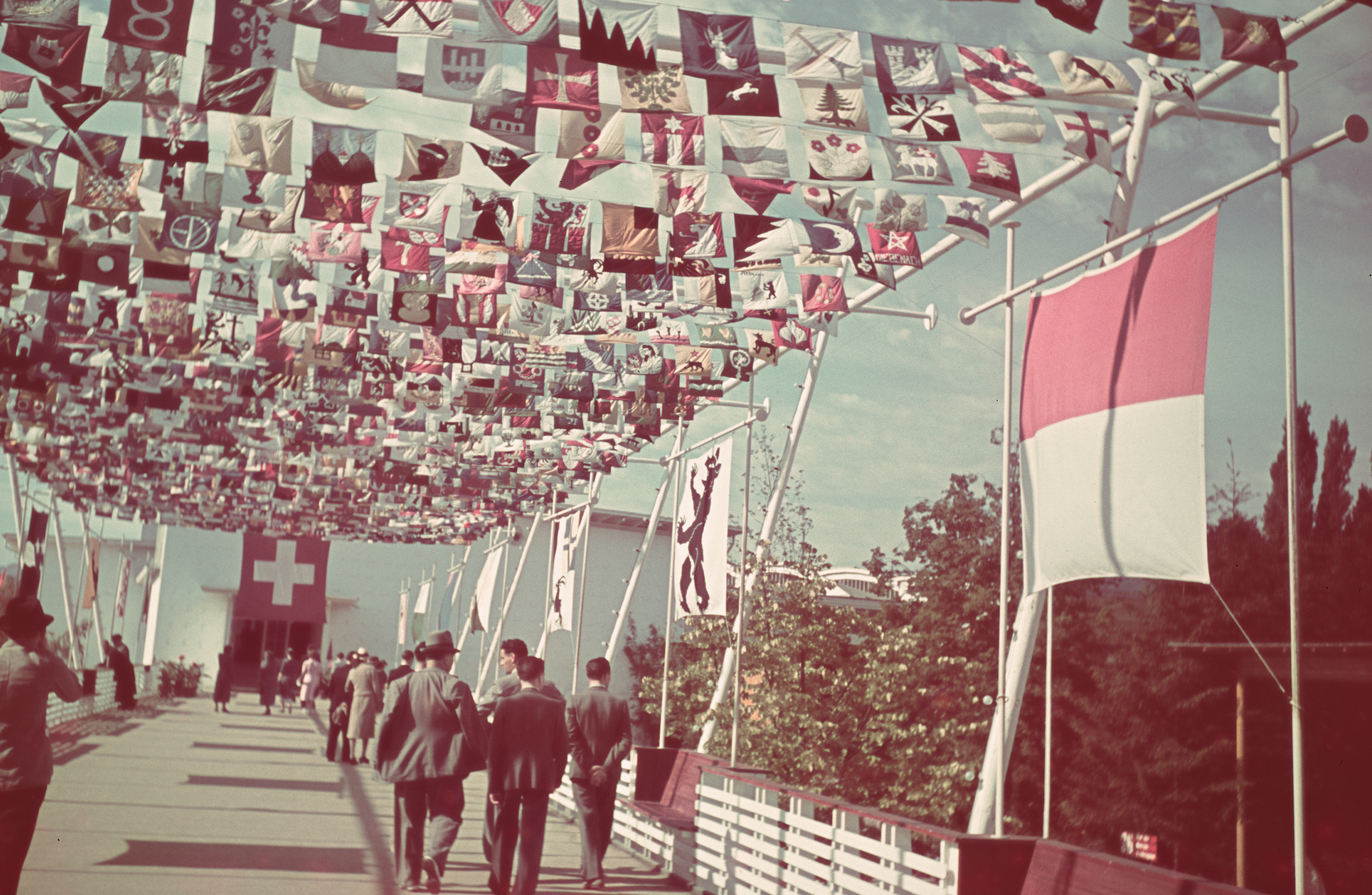
Entrée à l'exposition nationale suisse de Zurich en 1939.

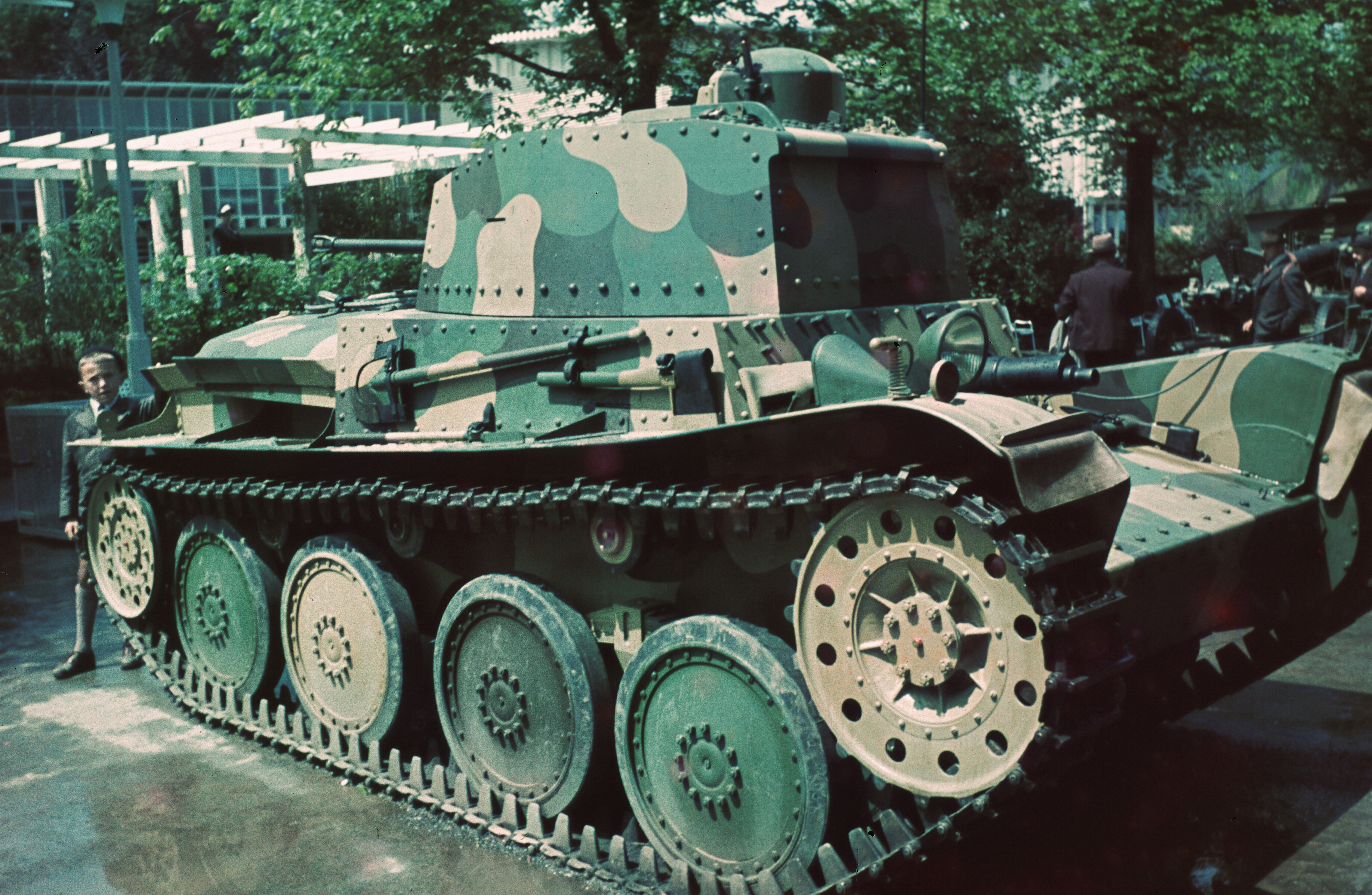
Un char LT vz. 38 de l'armée suisse lors de l'exposition nationale de Zurich en 1939.

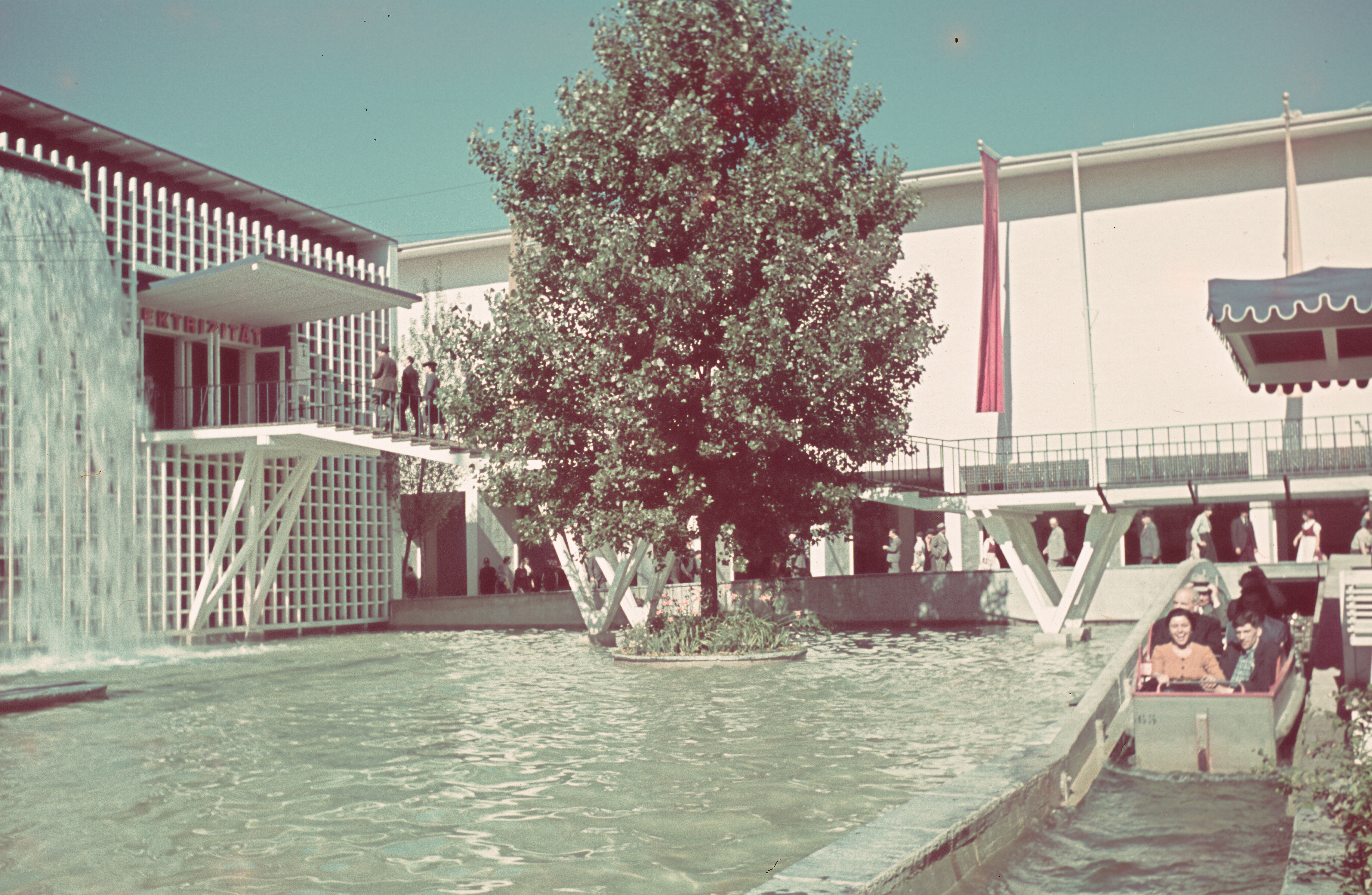
Animation pour les invités à l'exposition nationale.

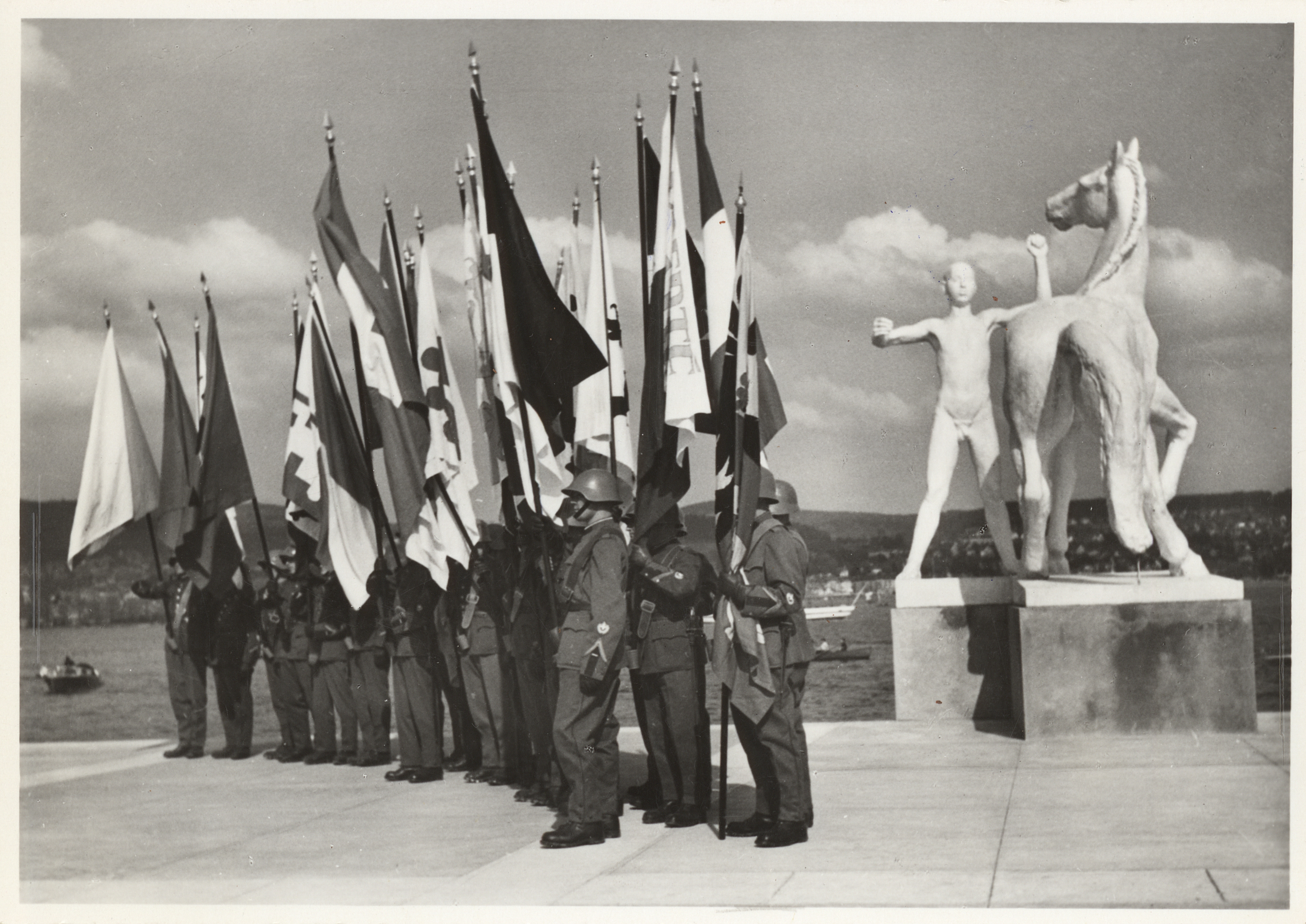
Inauguration de l'exposition de l'armée suisse à Zurich en 1939.

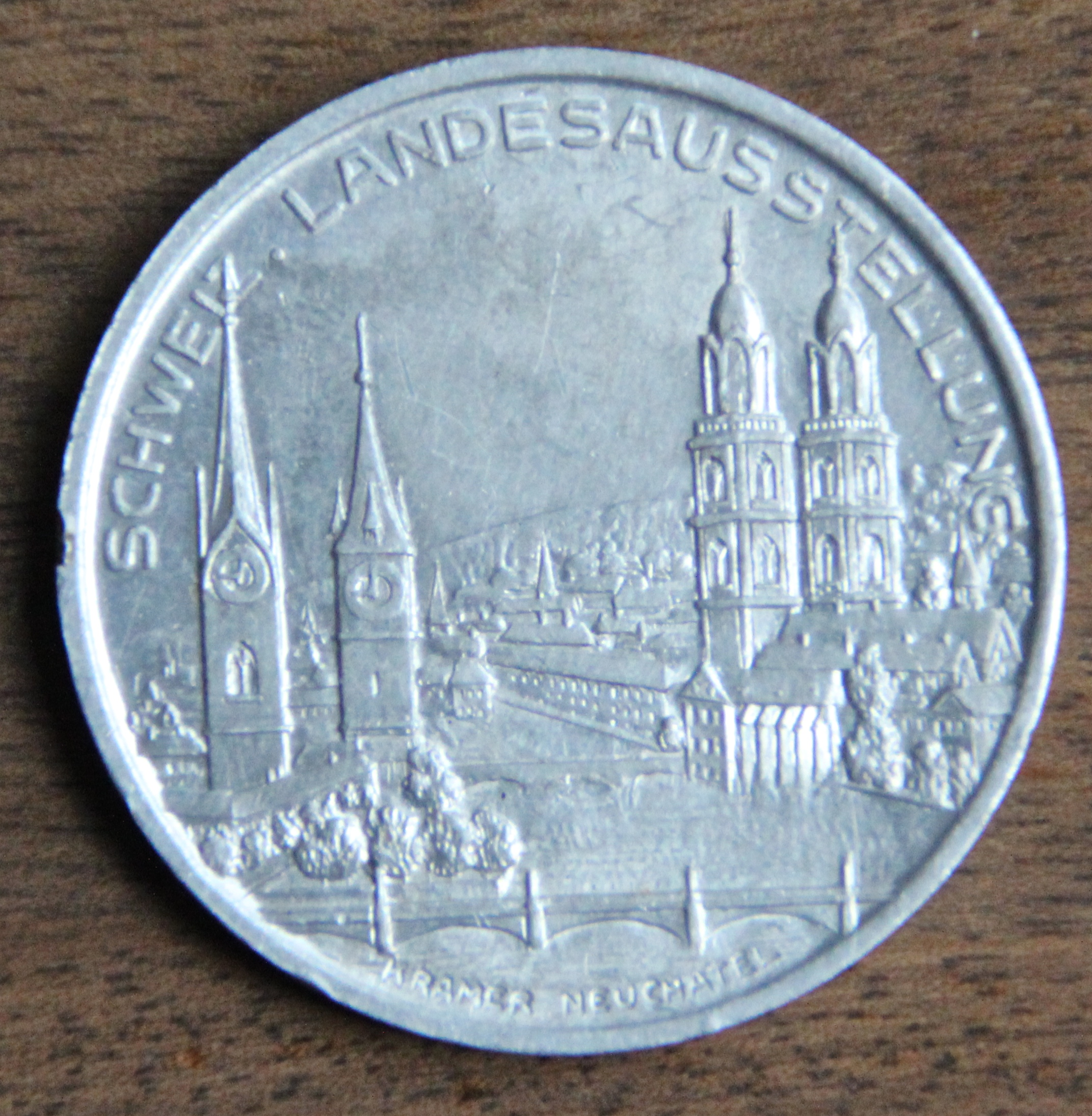
Une pièce d'aluminium de l'Exposition nationale suisse de 1939.

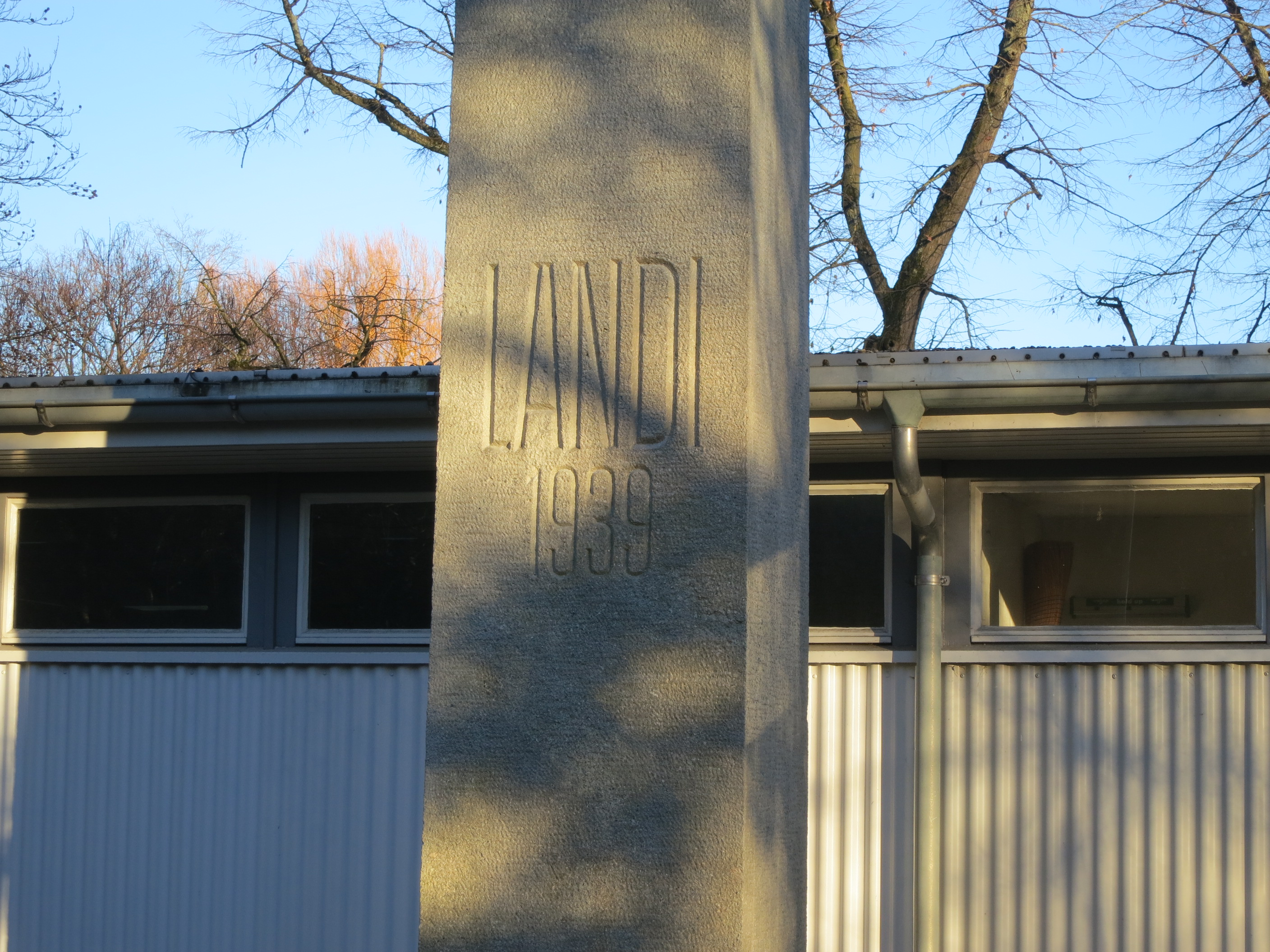
Pierre commémorative au bord du lac

La quatrième Exposition nationale suisse de 1939, appelée Landi 39, a eu lieu à Zurich du 6 mai au 29 octobre 1939.

## Planification et lieux
L'exposition était initialement prévue en 1933 mais fut décalée en 1936, puis 1938, et elle eut finalement lieu en 1939. Le comité organisateur fut constitué en février 1936 et les préparatifs durèrent à peine deux ans et demi.
L'exposition s'étendait sur plusieurs lieux et prairies du bassin inférieur du lac de Zurich. Sa direction générale fut confiée à l'architecte et homme politique Armin Meili, tandis que l'architecte en chef fut le Zurichois Hans Hofmann et que la direction générale des constructions fut confiée à Heinrich Oetiker. 
Le 9 mai 1939, pas moins de 49 500 personnes assistèrent à la cérémonie d'inauguration, au cours de laquelle le président de la Confédération Philipp Etter tint le discours d'ouverture. Au fil des mois de l'exposition furent organisés de nombreux concerts, pièces de théâtre et attractions touristiques. Les visiteurs purent ainsi assister à la fête fédérale des costumes suisses, à une fête de lutte suisse, ainsi qu'à la célébration nocturne du lac le 23 août accompagnée d'un grand feu d'artifice.

### Accès
Les visiteurs accédaient à l'exposition par deux entrées principales et trois entrées latérales secondaires. À Wollishofen, l'entrée principale se trouvait près de la gare, en face du haut de la Klausstrasse. Une entrée pour un adulte coûtait 2 francs suisses, l'entrée du soir, à partir de 18h, 1 franc, et un abonnement était possible pour 32 francs. La Landi était accessible tous les jours de 8h à 19h, sauf le dimanche, où les portes ne s'ouvraient qu'à 9h. Les restaurants étaient ouverts jusqu'à 23h, le dimanche jusqu'à minuit. Les lieux de divertissement à Zurich-Enge restaient ouverts chaque soir jusqu'à 3 heures du matin. Le nombre maximal de visiteurs (163 567) a été enregistré le dimanche 15 octobre. Au total, cette exposition a été visitée par 10 507 735 personnes.

## Contexte
En 1939, la Suisse assistait à la politique de conquête et d'annexions de l'Allemagne nazie. La Deuxième Guerre mondiale éclata d'ailleurs pendant l'exposition. L'exposition était placée sous le signe de la Défense spirituelle, programme politico-culturel de la Suisse officielle durant cette époque marquée par la menace fasciste.
Le but de la Landi a été formulé ainsi : « L'Exposition nationale doit transmettre une image de l'identité et de la culture suisse, de la pensée et de la création suisse, elle doit donner un élan au rassemblement et à la représentation des forces économiques, culturelles, sociales et politiques de notre pays et elle doit montrer à la population et aux étrangers présents en Suisse la capacité du peuple suisse [...]. De même elle doit être une impressionnante manifestation nationale par l'accentuation des généralités suisses et de la communauté. »

### La défense spirituelle
Un an et demi avant l'ouverture de l'Exposition nationale suisse, le conseil fédéral a publié son premier message sur la culture sous le titre « Le sens et la mission de la Suisse ». Il a appuyé la doctrine de la défense spirituelle en combattant l'image rétrograde d'une culture paysanne alpine. Avec une invocation pathétique des traditions anciennes, de l'histoire prestigieuse, de la Patrie et du territoire, la Landi devait être est un symbole de patriotisme, de bravoure et de solidarité, un rempart contre l'hostilité, ainsi qu'un lieu de construction où l'on vient puiser de la force.
Après le déclenchement de la Seconde Guerre mondiale et de la mobilisation de l'armée le 1er septembre la Landi a été fermée, les armes exposées ont été enlevées. Trois jours plus tard l'exposition a été rouverte par le Général Henri Guisan qui venait d'être nommé.

## Les éléments de l'exposition
Les principaux lieux d'exposition furent la Landiwiese sur la rive gauche du lac à Wollishofen et le Zürichhorn sur l'autre côté du lac. À cet endroit, le Landidörfli avec des maisons traditionnelles aux styles architecturaux des différents cantons a attiré un grand public.
Sur la rive gauche du lac à Wollishofen, la Suisse moderne avec une architecture nouvelle, son industrie, son artisanat et ses innovations techniques a été présentée. La « Höhenstrasse » a été placée sous le slogan « La patrie et le peuple ». Parmi les plus bâtiments les plus populaires de la Landi, on trouvait le « Bierhus » de l'architecte Arnold Itten, avec plusieurs salles et terrasses pour 1400 personnes. Le restaurant disposait de sa propre boucherie.
Sur la rive droite du lac, à Riesbach, on trouvait la salle des fêtes avec une superficie de 7 500 m2. Dans le Landidörfli, douze bâtiments de différents cantons ont représenté la Suisse traditionnelle et agricole. 

### Landidörfli

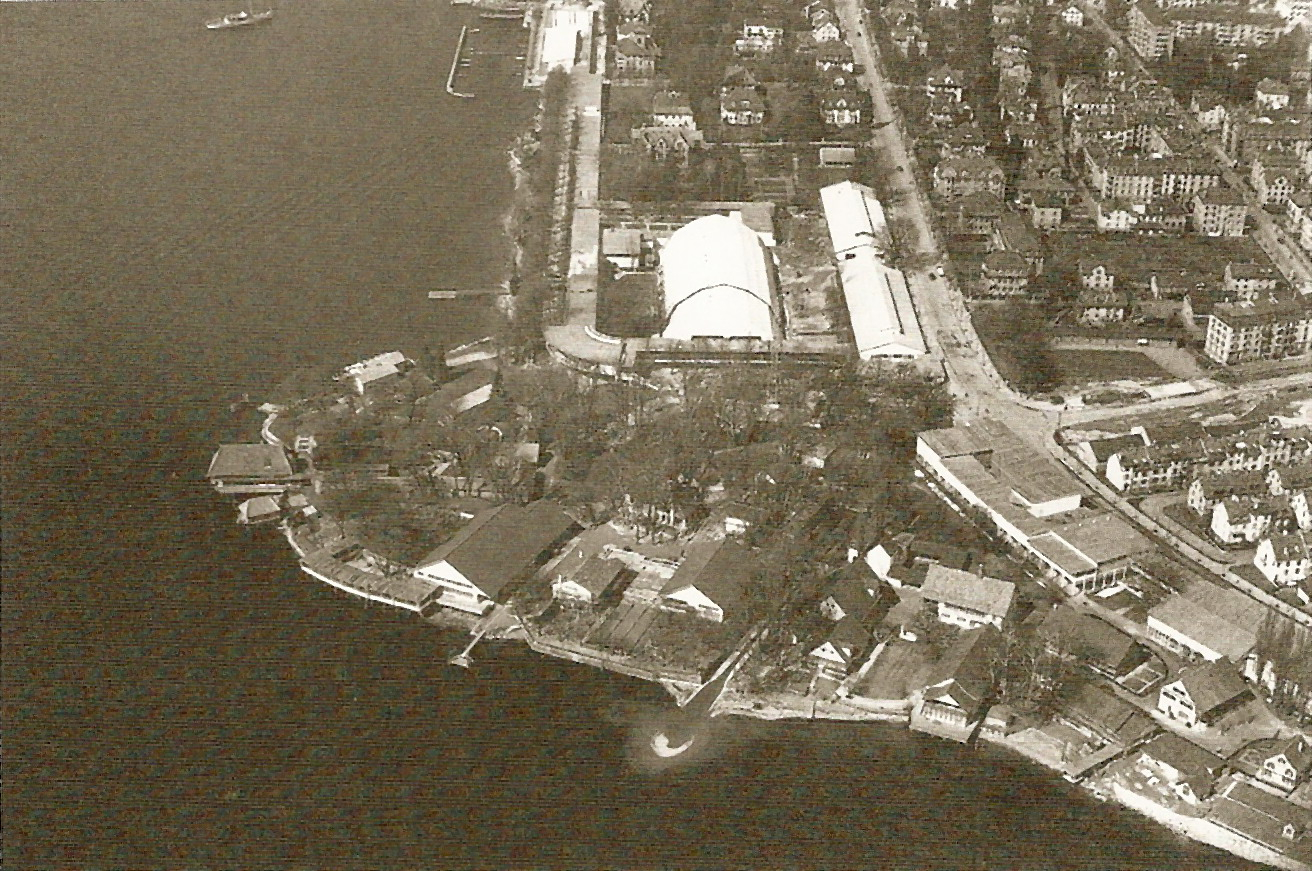
Le Landidörfli de 1939, sur le Zürichhorn. Photo de Walter Mittelholzer

Dans le Landidörfli furent construites deux fermes à colombages avec des toits en tuiles rouges, une ferme de montagne du Canton de Schwytz, une fromagerie et une maison communale ornée d'une tourelle et ayant son propre bureau de poste.
Le Dörfli regroupait plusieurs restaurants tels que le « Cygne », « la Vigne », le populaire « Chüechliwirtschaft » avec une immense salle au bord du lac, ainsi que des locaux de la Suisse orientale, du Tessin, des Grisons et de Vaud.
Après la Landi, les bâtiments ont été démontées, au grand regret de millions de visiteurs, et reconstruits en différents endroits de Suisse. Ainsi, la maison communale est maintenant à Berg am Irchel, où elle sert encore aujourd'hui comme siège de la municipalité,.

### Schifflibach

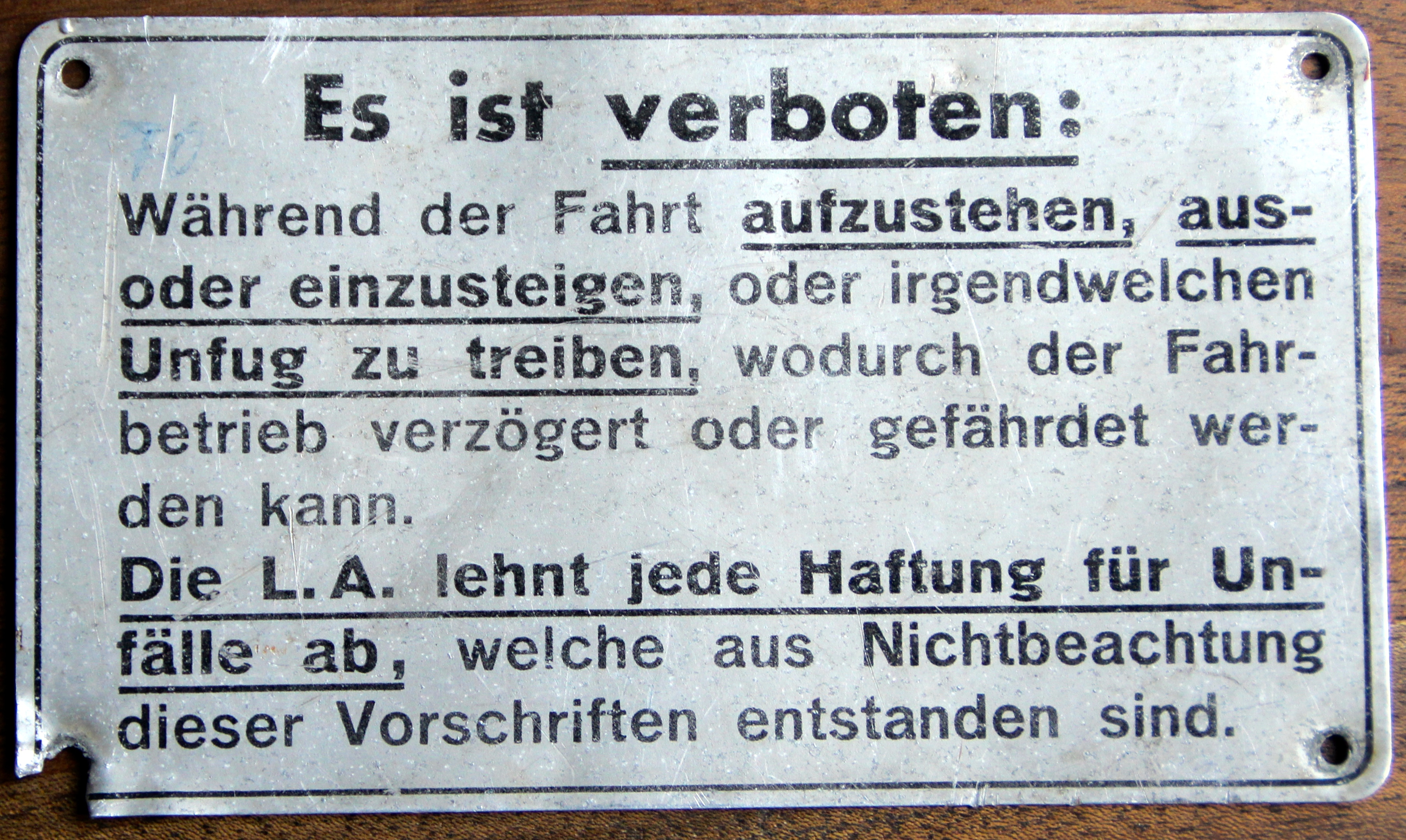
Tableau d'interdiction sur un bateau du Schifflibach.

Le Schifflibach, un ruisseau long de 1 600 mètres, a été creusé à travers les installations, les salles et les jardins de la rive gauche du lac. Les visiteurs pouvaient utiliser des bateaux métalliques de 6 places chaque jour pendant 14 heures. Le ruisseau a été conçu par le Laboratoire d'Hydraulique de l'EPF de Zurich.
Il était composée d'un canal en béton large de 1,50 m de large et profond de 50 cm. Le départ était chez le Belvoirpark.
Un trajet sur le Schifflibach coûtait 50 centimes, qui correspondaient à 2 kilogrammes de pain. Environ 705 000 personnes ont utilisé le Schifflibach, ce qui a donné des recettes de 1,475 million de Francs, alors que le budget prévoyait un tiers de ce chiffre.

### Téléphérique
La Landiwiese et le Zürichhorn étaient reliés par un téléphérique, qui fut considéré comme l'emblème de la Landi.
Les frais de transport étaient de 1,50 franc, plus que le salaire horaire moyen d'un ouvrier. Les enfants payaient la moitié. Au cours de la Landi, environ 705 000 personnes ont pris le téléphérique.
Les quatre petites navires de la Landi offraient une alternative au téléphérique.

### Höhenstrasse
Cette avenue était placée sous le Slogan « La Patrie et le peuple ». Elle était le chef-d’œuvre de l'exposition nationale. L'histoire de la Suisse et l'autonomie des cantons et des communes y ont été soulignées.
Elle avait une longueur de 700 mètres depuis l'entrée principale en direction du nord et était recouverte par les drapeaux des près de 3000 communes et cantons suisses d'alors. Sur cet axe principal se raccordaient plusieurs pavillons architecturaux indépendants, correspondant chacun à un thème particulier. À son entrée, à côté des paroles de l'hymne « Ô mon pays, ô ma patrie, comme je t'aime vivement et ardemment » de Gottfried Keller, s'élevait la fresque « l'Amour de la patrie » de 4 mètres de haut du Peintre Paul Bodmer.
Dans la seconde partie, où l'Histoire de la Suisse a été présentée, le parcours de l'avenue menait vers des pavillons situés en hauteur. Ce parcours obligeait les visiteurs à se diriger vers le lieu de l'exposition. De même, le Schifflibach, parallèle à l'avenue, menait au même endroit.
Dans les espaces de « Notre Pays », « Notre Peuple » et de « liberté, à jamais libre » des panneaux montraient des images, des statistiques et des graphiques, en fait beaucoup de connaissances scolaires. De même, des Institutions sociales et des personnages historiques ont été représentés. Des figurines de mariés ont indiqué qu'à l'époque, un Suisse sur huit épousait une étrangère.
La fresque « Le Devenir de la Confédération » de Otto Baumberger représentait l'histoire de la Suisse de 1291 jusqu'en 1939, et devrait constituer un lien entre le serment du Grütli et la Défense spirituelle.
Les organisations de femmes ont présenté un « Pavillon des femmes suisses », dans lequel elles montraient le rôle des femmes dans l'économie et la défense spirituelle et attiraient l'attention sur l'Inégalité de leur condition. De nombreux métiers féminins ont été valorisés. Dans la grande salle d'honneur, où cent cinquante grandes figures de la Suisse étaient dépeints, trois femmes ont été particulièrement mises en évidence : les écrivaines Anne Louise Germaine de Staël et Johanna Spyri ainsi que Marie Heim-Vögtlin, la première femme médecin diplômée en Suisse.
Dans l'espace «effort militaire» se dressait jusqu'au plafond une statue avec un socle en granit, œuvre de Hans Brandenberger représentant un soldat enfilant son uniforme. Au mur, les drapeaux des trois cantons fondateurs, un extrait du pacte fédéral de 1291 et de l'article sur l'égalité de l'actuelle Constitution. En plus retentit l'hymne national « Rufst du, mein Vaterland ».
Dans le dernier Espace « Vœux » retentit la musique de l'hymne national pour une deuxième fois. Au milieu d'un groupe de quatre hommes, sous une figure, dite gonflante, se dresse un « génie » de l'artiste genevois Luc Jaggi. Ceci représente l'hymne national dans les quatre Langues de la Confédération. À la Fin de la Höhenstrasse, tout le monde devait savoir ce qu'il doit défendre.

### Militaire

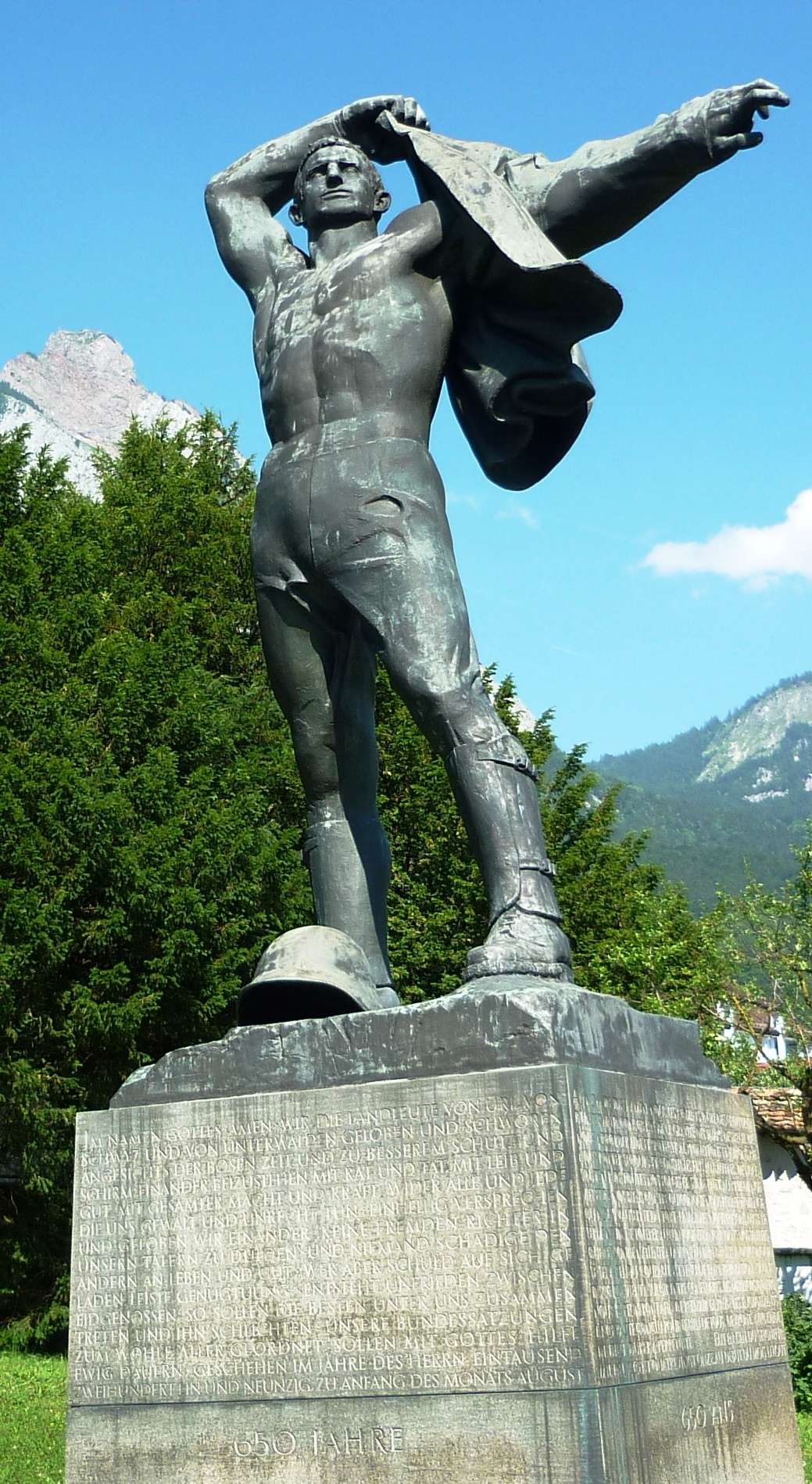
La sculpture « Préparation au combat » a été créée par Hans Brandenberger pour la Landi 39. Depuis 1941 une copie de celle-ci se trouve au parc du Musée des chartes fédérales à Schwytz.

Le but fondamental de la section militaire était de montrer le lien entre l'armée et le peuple. À l'extérieur, des armes étaient exposées, sous le Thème « la Patrie et le Peuple ». À Wollishofen furent montrées en août, le fonctionnement et l'utilisation des armes de l'infanterie, de l'artillerie et de l'aviation militaire. « Un spectacle pétaradant, à la fois effrayant et apaisant, il a pourtant montré aux yeux de tout le monde les effets de la puissante volonté de défense suisse », comme l'a écrit Paul Alfred Sarasin dans un Recueil écrit. Dans le pavillon « effort militaire », la plastique de l’œuvre de Hans Brandenberger a frappé les esprits.

## Finances
Alors que le budget prévoyait 5,5 millions de Francs de droits d'entrée, plus de 10 millions de francs ont été récoltés. On s'attendait à un bénéfice de 1,45 million de francs, celui-ci s'est monté à près de 3,5 millions. Les manifestations artistiques ont apporté plus du double de l'estimation de 250 000 francs. Les bateaux sur le Schifflibach ont rapporté un million de francs, pour une prévision de 100 000 francs. La Landi a dégagé un bénéfice net de 6,4 millions de francs, avec lesquels les subventions ont été remboursées.

## Littérature
- Gottlieb Duttweiler (Éd.): D'un Peuple et de Créer. L'Exposition nationale Suisse De 1939 à Zurich, dans 300 Photos. De zurich en 1939.
- Robert Naef: Landi, maison d'édition Ringier, Zurich, 1979,  (ISBN 978-3858591043)
- R. Keller (Rédactionnel): Exposition Nationale Suisse De 1939 À Zurich. Guide officiel avec Ausstellungsverzeichnis et Orientierungsplan.
- Julius Wagner (Édit.): Fte De Landi, Verkehrsverlag, De Zurich En 1939.
- Julius Wagner (Édit.): Le Livre d'or de la LA en 1939. Verkehrsverlag, De Zurich En 1939.
- La Suisse dans le Miroir de l'Exposition nationale de 1939, (deux Volumes), Atlantis Verlag, Zurich 1940.
- Deux Extraausgaben du Tages Anzeiger à l'Exposition nationale du 6. En mai 1939.

## Liens
- Dossier «Landi 39» lors de la NZZ en Ligne
- Alt-Züri: Informations et d'Images pour l'Exposition nationale de 1939
- Landi 39 niveau de la Ville de Zurich.ch
- Privatarchiv Modèle:BAR-CH
- Court-métrage de la NZZ de Landi à YouTube
- Description détaillée de la Höhenstrasse
- Inventaire complet des œuvres artistiques monumentales de la « Landi 39 » sur mural.ch